# Ludwig Georg von Oertzen
Ludwig Georg von Oertzen, unter Hinzufügung des Besitznamens auch von Oertzen-Woltow (* 11. Februar 1804 in Schwerin; † 27. September 1879 in Woltow) war Gutsbesitzer und Landrat in Mecklenburg sowie Mitglied des Reichstags des Norddeutschen Bundes.

## Leben
Ludwig Georg von Oertzen (Nr. 330 der Geschlechtszählung) entstammte dem so genannten „Haus Gorow“ seiner weit verzweigten Familie. Er wurde in Schwerin als dritter Sohn des damaligen Regierungsrats und späteren Oberappellationsgerichtspräsidenten Friedrich von Oertzen in dessen erster Ehe mit Charlotte Ernestine, geb. von Mecklenburg aus dem Hause Boldebuck geboren. Der spätere Staatsminister von Mecklenburg-Schwerin Jasper von Oertzen war sein Bruder.
Ludwig Georg von Oertzen heiratete 1837 Adelheid Ernestine von Burgsdorff. Er erbte eine Hälfte des Burgsdorffschen Familienbesitzes in Podelzig, den er aber 1841 verkaufen musste. Oertzen war von 1861 bis 1879 Großherzoglich mecklenburgischer Landrat. Er lebte und starb auf Woltow und wurde auf dem Friedhof von Basse begraben.
1867 war er Mitglied des Konstituierenden Reichstags des Norddeutschen Bundes für den Reichstagswahlkreis Großherzogtum Mecklenburg-Schwerin 3 (Kammergüter und Ritterschaftliche Güter).